# Exomalopsis mourei
Exomalopsis mourei är en biart som beskrevs av Michener 1954. Exomalopsis mourei ingår i släktet Exomalopsis och familjen långtungebin. Inga underarter finns listade i Catalogue of Life.